# Sorgovi
Sorgovi (en rus: Сорговый) és un poble (un possiólok) de l'óblast de Rostov, a Rússia, segons el cens rus del 2010 tenia 1.647 habitants. Pertany al districte de Zernograd.